# Ямауті Хіросі
Хіроші Ямаучі (яп. 山内溥; 7 листопада 1927, Кіото — 19 вересня 2013, Кіото) — японський бізнесмен. Третій президент компанії Nintendo, пропрацювавши на цій посаді з березня 1949 по 31 травня 2002, згодом поступившись своїм місцем Сатору Івата. За цей час Ямаучі перетворив Nintendo з невеликої компанії з виробництва гральних карт ханафуда в транснаціональну відеоігрову компанію з мультимільярдними оборотами.
У 1992 році став власником контрольного пакета акцій бейсбольної команди «Сієтл Маринерс» (зараз їй керує колишній президент Nintendo Of America Говард Лінкольн). У 2008 році Ямаучі увійшов до трійки найбагатших людей Японії й зайняв 149-е місце серед найбагатших людей у світі, володіючи статком у 7.8 млрд дол. США. У 2012 році, згідно зі списком «40 найбагатших людей Японії» американського журналу «Forbes», Ямаучі займав 11 місце.
Помер 19 вересня 2013 через ускладнення від пневмонії.